# Егоров, Валентин Гаврилович
Валенти́н Гаври́лович Его́ров (27 октября 1936, Москва, СССР — ноябрь 2013) — советский футболист, защитник и нападающий. Мастер спорта СССР, Заслуженный тренер РСФСР.

## Карьера

### Игрока
Воспитанник московского «Локомотива». Сезон 1956 года провёл в краснодарском «Нефтянике». Во время матча «Нефтяника» со свердловским «Авангардом» его и коллег по команде Анатолия Гущина и Виктора Киктева присмотрели представители ростовского ОДО, после чего за футболистами приехал второй тренер ОДО Виктор Червяков, который под угрозой ответственности за уклонение от службы в рядах Советской Армии склонил игроков к переходу в свой клуб.
В составе ОДО, сменившим затем название на СКВО, а позже на СКА, выступал с 1957 по 1961 год, проведя за это время более 65 встреч и забив более 16 голов в чемпионатах и первенстве СССР. Помимо этого, участвовал в розыгрышах Кубка СССР. В 1958 году в составе СКВО стал победителем Класса «Б» СССР, забив 11 мячей в 35 поединках первенства, и ещё 2 гола забил в том сезоне в 4 встречах Кубка.
В 1962—1964 годах играл за «Шахтёр» (Шахты), а в 1965—1966 годах — за новочеркасскую «Энергию».

### Тренера
В 1968 году работал ассистентом главного тренера в новочеркасской «Энергии», а в 1969 году — главным тренером клуба.
Много лет работал детским тренером в ростовском спортинтернате, среди его воспитанников — Вагиз Хидиятуллин, Валерий Глушаков.
Умер в ноябре 2013 года на 78-м году жизни.

## Достижения
- Победитель Класса «Б» СССР: 1958